# Tarragona – Ein Paradies in Flammen
Tarragona – Ein Paradies in Flammen ist ein zweiteiliger deutscher Fernsehfilm aus dem Jahre 2007.

## Hintergrund
Der Film wurde im Auftrag von RTL produziert, das den Film am 9. September 2007 zum ersten Mal ausstrahlte. Die Geschichte basiert auf dem Tanklastzugunglück von Los Alfaques auf einem Campingplatz in Spanien im Jahre 1978, bei dem 217 Menschen, vorwiegend Deutsche, starben. Der Regisseur ist Peter Keglevic.

## Handlung

### Teil 1
Die Teenager Michael und Sabine, ein Liebespaar, machen heimlich in Spanien Urlaub auf einem Campingplatz, der idyllisch am Meer gelegen ist. Während Michaels Vater denkt, dass er in einem Zeltlager sei, glauben die Eltern von Sabine, dass ihre Tochter sich bei einer Tante aufhalte. Während Sabine im Meer badet, wird ihr von einem Unbekannten aus ihrer Tasche die Geldbörse gestohlen. Sie informiert deswegen Michaels Mutter, dass sie in Spanien sei, und bittet sie, ihr etwas Geld zu schicken.
Währenddessen ist Ulrike mit ihren beiden Kindern Maike und Timmy sowie ihrem neuen Freund mit dem Wohnwagen auf dem Weg von Deutschland zum Campingplatz in Spanien. Gerade Maike hat Probleme mit dem neuen Freund ihrer Mutter und gibt dies während der Fahrt auch offen zu verstehen. Sie merkt auch an, dass ihr leiblicher Vater, mit dem Ulrike und ihre Kinder schon letztes Jahr auf dem Campingplatz waren, wieder dort Ferien mache, um sich dort mit ihnen zu treffen.
Auch Günter und Katharina halten sich wie letztes Jahr auf dem Campingplatz auf. Katharina muss allerdings feststellen, dass Bärbel, mit der Günter im Jahr zuvor auf dem Campingplatz fremdgegangen war, auch dieses Jahr wieder hier ist.
Dirk und sein schwuler Freund José halten sich ebenfalls auf dem Platz auf, da Dirks ungeliebter Vater Walter ihn hier treffen will. Beim Treffen geraten sich Dirk und Walter sofort in die Haare. Dirk will deshalb abreisen, aber José überredet ihn, noch ein paar Tage zu bleiben.
Hannah, eine Ärztin und Hobbyfotografin, die ihr Zelt gleich neben demjenigen von Walter aufgeschlagen hat, bekommt den Streit zwischen Walter und seinem Sohn mit. Sie erfährt danach von Walter in einem Gespräch, dass er an Krebs leide und von seinem Sohn gerne in Frieden Abschied nehmen möchte.
Günter trifft sich mit Bärbel in ihrem Wohnwagen. Sie haben  Sex und Bärbel erzählt ihm, dass ihr Mann sich von ihr getrennt habe, nachdem er hinter die Affäre gekommen war.
Etwa zur gleichen Zeit bricht Katharina vor dem Camping-Supermarkt zusammen. Hannah, die Ärztin, kommt zufälligerweise vorbei und hilft ihr. Sie meint, dass es an der Hitze liege, nimmt aber zur Sicherheit aber noch eine Blutprobe, welche sie ihrem Schwager, einem Apotheker in der benachbarten Ortschaft, zur Analyse schickt. Katharina erzählt ihr danach von ihren Problemen mit ihrem Mann, worauf Hannah versucht sie zu trösten.
Sabine und Michael arbeiten mittlerweile an der Campingbar, um ein bisschen Geld zu verdienen. Am Abend kommt Sabine dabei mit Maikes und Timmys Vater in Kontakt, der ihr Marihuana anbietet. Sabine geht deshalb nach der Arbeit bei ihm vorbei. Sie entdeckt dort ihre Geldbörse in einer Tasche. Da der Mann von ihr auch sexuellen Kontakt will, verabredet sie sich mit ihm am Strand und bittet ihn, die Tasche und das Marihuana mitzunehmen. Am Strand ziehen sich die beiden aus und machen ein Wettschwimmen zu einem Badefloß. Sabine bricht aber frühzeitig ab und kehrt zurück zum Strand. Dort zieht sie sich an, nimmt das Marihuana, ihr Geld und die Kleider des Mannes mit und kehrt zusammen mit Michael, der ihnen heimlich gefolgt ist, zum Campingplatz zurück.
In der Disco am Campingplatz vergnügen sich die Jugendlichen und jungen Erwachsenen. José, der Tänzer ist, schafft es, die Besucher mit seinem Können zum Staunen zu bringen. Sein Freund Dirk ist darüber aber genervt und zieht José mit ans Meer. Dort erzählt Dirk José, dass er ebenfalls Tänzer werden wollte. Als er seinen Vater damit konfrontierte, dass er an eine Tanzschule möchte, schubste seinen Vater ihn, worauf Dirk sich seinen Fuß brach. Der Bruch war so kompliziert, dass er im Spital mehrere Tage lag und seine Tanzkarriere vergessen konnte. Da sein Vater ihn auch nie besuchte, haute er später ab.
Am nächsten Morgen ist José beim Schwimmen. Am Ufer trifft er auf Dirks Vater. Auf Wunsch des Vaters machen sie einen Spaziergang den Strand entlang. José konfrontiert den Vater mit dem Vorwurf, dass er Dirk im Spital nie besucht habe, worauf er erklärte, dass er in den USA einen Spezialisten suchte, um die komplizierte Verletzung von Dirk komplett zu kurieren. Der Vater erklärt José weiter, dass er an Krebs leide und gerne von Dirk Abschied nehmen würde.
Günter und Bärbel sind zusammen im Café und trinken einen Cocktail. Bärbel erklärt Günter, dass er sich entweder für sie oder für Katharina entscheiden müsse. Danach geht sie, ohne ihren Cocktail auszutrinken.
Katharina erfährt währenddessen von Hannah das Resultat ihrer Blutprobe. Hannah erklärt, dass sie kerngesund sei, allerdings sei Katharina schwanger. Als sich Katharina und Günter später bei ihrem Wohnwagen treffen, erklärt sie ihm freudig, dass sie über sich drei reden müssen. Günter missversteht das und meint, sie rede von Bärbel. Er erklärt ihr deshalb, dass er Bärbel liebe und dass sich Katharina entweder auf eine Dreierbeziehung einlassen müsse oder Schluss machen solle. Katharina geht darauf völlig aufgelöst, ohne Günter über das Baby aufzuklären, zu Hannah, die versucht ihr zu helfen.
Dirk wird von José dazu überredet, das Gespräch mit seinem Vater zu suchen.
Dietmar, Ulrike und ihre Kinder sind mittlerweile beim Campingplatz angekommen. Dort gerät Dietmar in Streit mit Maikes leiblichem Vater Joachim. Dieser stößt Dietmar zu Boden und verschwindet mit Maike auf sein Boot.
Ein mit 23 Tonnen Flüssiggas beladener Tankwagen benutzt, um Kosten zu sparen, nicht die mautpflichtige Autobahn, sondern die parallel laufende und direkt am Campingplatz vorbeiführende Nationalstraße. Die zulässige Höchstlast des Tankwagens ist um vier Tonnen überschritten. Durch einen von einer Glasscherbe verursachten Reifenplatzer gerät er auf Höhe des Campingplatzes außer Kontrolle, durchbricht die Außenmauer des Areals, überfährt mehrere Zelte und Wohnwagen und kippt schließlich auf einen Zierbrunnen, wodurch der Gastank leckschlägt. Das austretende Gas explodiert, und eine Feuerwalze zerstört den größten Teil des Campingplatzes.

### Teil 2
Teil 2 knüpft nahtlos an Teil 1 an, gleich nach dem Entzünden des Gases. Es werden mehrere Menschen gezeigt. So sieht man, wie José, der bei einer Eistiefkühltruhe steht, Timmy, der zufälligerweise neben ihm steht, packt und in die Kühltruhe steckt, bevor er und Ulrike, die neben ihm steht, von der Explosion erwischt werden.
Nach der Explosion kommen die Rettungsmaßnahmen nur langsam ins Laufen, die ersten Verletzten werden nicht vom Krankenwagen, sondern von unbeschadeten Gästen oder Autofahrern, die sich auf der Hauptstraße befinden, ins Spital gebracht, wie zum Beispiel Günter.
Dietmar, der die Explosion ebenfalls unverletzt überstanden hat, sucht Ulrike und ihre Kinder. Ulrike findet er bald schwer verletzt, aber noch ansprechbar. Gerade als Ulrike in den Krankenwagen verladen wird, kommt Maike hinzu, die während des Unglücks mit ihrem Vater auf dem Boot war. Sie fährt mit ihrer Mutter zu einem Kloster, bei dem ein Lazarett eingerichtet wurde. Dietmar sucht weiter nach Timmy, den er aber nirgends findet.
Dirk und dessen Vater haben die Explosion auch unbeschadet überstanden, da sie hinter einem Auto Schutz suchten. Dirk sucht seinen Freund José und wird fündig. José erzählt bei seinem Abtransport ins Lazarett Dirk auf Spanisch von einem Jungen in einer Truhe, Dirk versteht aber nicht, worum es geht.
Der Vater von Michael, der mittlerweile wegen des Anrufes von Sabine weiß, dass Michael ebenfalls in Spanien ist, hört im Radio vom Unglück. Da er Angst hat, dass sein Sohn ebenfalls dort ist, fährt er sofort zum Vater von Sabine, der im Spital arbeitet. Dieser organisiert nach kurzem Streit, dass beide Väter bei einem deutschen Notversorgungsflug nach Spanien mitfliegen können.
Dietmar findet Timmy nicht, weshalb er bei mehreren Leuten nachfragt, auch bei Dirk. Dieser erinnert sich an die Aussagen von José und bringt Dietmar zur Truhe. Dort finden sie Timmy wohlbehalten vor. Dietmar geht darauf mit Timmy ins Kloster zu Ulrike.
Währenddessen sind Martin, der Vater von Sabine, und Hans, der Vater von Michael, in Spanien angekommen und suchen im Spital nach ihren Kindern. Sie finden dort nichts, weshalb sie weiter zum Kloster fahren. Auch dort werden sie nicht fündig, worauf Martin zu Hans sagt, dass dies auch besser so wäre, da im Kloster aufgrund der fehlenden Ausrüstung sowieso fast keiner eine Chance habe. Joachim hört das und macht sich Sorgen um die schwerverletzte Ulrike.
Währenddessen werden Sabine und Michael unter Trümmern gefunden. Sabine ist nur leicht verletzt, da sich Michael beim Anblick der Feuerwalze schützend über sie geworfen hat. Dieser ist dafür nicht mehr ansprechbar. Beide werden ins Spital transportiert.
Katharina ist auch im Spital und sucht Günter und Hannah. Als sie Günter findet, beklagt er sich über die Schmerzen, da er als Bluter kein normales Schmerzmittel nehmen kann. Er bittet sie, ein Spezialmedikament zu holen. Katharina geht weiter zu Hannah, die große Verbrennungen erlitten hat. Hannah erzählt Katharina, dass sie so nicht weiter leben möchte und bittet sie deshalb um einen Gefallen.
Dirk informiert seinen Vater, dass sich der Zustand von José verschlechtert und die Behörden den Ausflug nach Deutschland verweigern, da José spanischer Staatsbürger ist. Der Vater macht kein Hehl über seine Freude darüber und seiner Abneigung gegenüber Schwulen. Wütend zieht Dirk vondannen. Kurz darauf erfährt Dirks Vater, dass José so schwer verletzt ist, weil er einen kleinen Jungen in eine Tiefkühltruhe verfrachtet hat, anstatt sich selbst zu retten. Beschämt über sein Verhalten geht er zur nächsten Telefonzelle und ordnet einen Rettungsflug für den Schwiegersohn eines Soldaten (José) an.
Der Vater von Maike und Timmy ist ins Kloster gekommen, um seine Kinder zu holen. Diese möchten aber zuerst ihre Mutter retten. Der Vater geht deshalb wieder seine Wege. Dietmar hat währenddessen entschieden, einen Krankenwagen zu klauen, um Ulrike ins Spital zu bringen, da dort die Heilungschancen anscheinend größer sind. Zusammen mit den Kindern verfrachtet er Ulrike ins Auto und fährt los.
Martin und Hans schauen sich die Toten an und glauben, dort Sabine entdeckt zu haben. Aufgrund eines Anrufes erfahren sie aber, dass beide Kinder in die Klinik eingeliefert wurden.
Katharina hat sich mittlerweile in der Apotheke mit Drohungen ein Medikament für Joachim besorgt, das aber für normale Menschen tödlich wirkt. Sie bringt das Medikament zu Günter. Katharina erklärt ihm darauf, dass er sie nun zum letzten Mal gesehen habe und dass jetzt Schluss sei. Etwas vom Medikament nimmt sie mit, als sie zu Hannah geht.
Dietmar hat mit dem Krankenwagen eine Irrfahrt hinter sich, schafft es aber noch in die Klinik. Ulrike lebt zwar noch, ihr Zustand wird aber immer kritischer.
Hans und Martin treffen in der Klinik auf Sabine, die sagt, dass Michael ihr das Leben gerettet hat und aufgrund der fehlenden Ausrüstung in der Klinik sterben werde. Ein Ausflug nach Deutschland sei aufgrund seines Zustandes auch nicht möglich. Martin, der Chef der Einkaufsabteilung in einem Spital ist, entschließt sich, das fehlende Material zu bestellen und nach Spanien liefern zu lassen, um ein Überleben von Michael zu sichern, obwohl ihn diese Aktion seinen Job kosten wird, da er ohne Rücksicht auf seine eigene Gesundheit Sabines Leben gerettet hat.
Als Dirk nach José schauen will, steht er an einem leeren Bett. Er bricht weinend zusammen, bis eine Schwester ihn aufklärt, das José nach Deutschland ausgeflogen wird, da er Angehöriger eines deutschen Staatsbürgers ist. Dirk ist erleichtert und vermutet, dass sein Vater dahinter steckt.
Katharina gibt Hannah etwas von Günters Medikament. Bevor Hannah damit Selbstmord begeht, erzählt sie Katharina, dass sie eine gute Freundin war.
Dirk sucht seinen Vater in seinem Zelt auf dem Campingplatz auf, das größtenteils unbeschadet blieb. Er findet ihn aber nur noch tot auf, da dieser seine Medikamente gegen Krebs nicht schluckte.
Auch Ulrike ist tot, sie ist trotz der Verlegung in die Klinik ihren Verletzungen erlegen. Dietmar nimmt Maike und Timmy in sein Arme und zieht mit ihnen davon.

## Ausstrahlung in Deutschland
Die Free-TV Premiere des Zweiteilers erfolgte am 9. September 2007 auf RTL.
| Datum              | Zuschauer | Zuschauer       | Marktanteil | Marktanteil     | Quellen |
| Datum              | Gesamt    | 14 bis 49 Jahre | Marktanteil | Marktanteil     | Quellen |
| Datum              | Gesamt    | 14 bis 49 Jahre | Gesamt      | 14 bis 49 Jahre | Quellen |
| ------------------ | --------- | --------------- | ----------- | --------------- | ------- |
| 9. September 2007  | 5,36 Mio. | 2,98 Mio.       | 16,2 %      | 20,7 %          | [ 2 ]   |
| 10. September 2007 | 5,79 Mio. | –               | –           | 23,7 %          | [ 3 ]   |

Im Anschluss an den ersten Teil zeigte der Sender die Dokumentation Tarragona – Wir haben überlebt. Diese verfolgten 4,33 Millionen Zuschauer, der Marktanteil in der werberelevanten Zielgruppe lag bei 21,3 Prozent.

## Kritiken
„Ein bisschen Katastrophe und viele Emotionen: Der von Zeitsprung produzierte Zweiteiler über das Zeltplatz-Desaster von Tarragona ist vor allem ein Wechselbad der Gefühle. […] Gäbe es nicht diese latente Bedrohung, "Tarragona" wäre eine "Soap" mit anderen Mitteln. Genüsslich breitet Autor Timo Berndt eine ganze Reihe großer und kleiner Dramen aus (Darsteller, unter anderem: Tim Bergmann, Sophie von Kessel, Hanns Zischler, Laura Tonke). Aufgrund der notwendigen Knappheit sind die Geschichten allerdings entsprechend klischeehaft und bieten einen ähnlichen Tiefgang wie die täglichen Folgen von "Gute Zeiten, schlechte Zeiten". Die sich stetig nähernde Zeitbombe lädt diese kleinen Nebenschauplätze natürlich mit Dramatik auf. Teil eins endet mit einer fulminanten Explosion, die zu Beginn der Fortsetzung gewissermaßen diverse Ableger produziert, denn auf dem Gelände fliegen natürlich auch Autos und Propangasflaschen in die Luft. Der zweite Teil bezieht seine etwas morbide Spannung aus der Frage, welche der Personen, die man ausgiebig kennenlernen durfte, überlebt haben; und in welchem Zustand. Das Inferno selbst dauert nur wenige Minuten.“

„[...] als Hintergrund für einen Fernseh-Katastrophenfilm, der sich nach den Konventionen des Genres entwickelt und allenfalls durch die routinierten Darsteller auffällt. [...] Die Schicksale werden im Schnellverfahren abgehakt, mit Dialogsätzen von teils unsäglicher Schlichtheit und unglaubwürdigen dramaturgisch-psychologischen Entwicklungen. Was als ambitioniertes Porträt einer Epoche beginnt, versandet als lieblos abgespultes Rührstück.“